# Фервју (Охајо)
Фервју (енгл. Fairview) град је у америчкој савезној држави Охајо.

## Демографија
По попису из 2010. године број становника је 83, што је 2 (2,5%) становника више него 2000. године.
| Група             | 2000.       | 2010.      |
| Белци             | 81 (100,0%) | 81 (97,6%) |
| Афроамериканци    | 0 (0,0%)    | 1 (1,2%)   |
| Азијати           | 0 (0,0%)    | 0 (0,0%)   |
| Хиспаноамериканци | 0 (0,0%)    | 1 (1,2%)   |
| Укупно            | 81          | 83         |